# Frederik Ludvig von Woyda
Frederik Ludvig von Woyda (døbt 24. juli 1697 i Christiansborg Slotskirke – 11. marts 1778) var en dansk amtmand.
Han var søn af Ludvig Ernst von Woyda. 1721 blev han kammerpage hos kong Frederik IV, 1726 kammerjunker og udnævntes 1730 til amtmand over Skanderborg og Åkær Amter, et embede, han beklædte indtil sin død. 1768 købte Woyda en året før af kronen oprettet, af det skanderborgske ryttergods udskilt hovedgård, som han efter sin hustru kaldte Sophiendal. 1731 blev han etatsråd, 1744 konferensråd, 1746 kammerherre og 1768 gehejmeråd. Efter at være blevet hvid ridder 1759 fik han 1767 enkedronningens orden. Han døde 11. marts 1778.
Woyda ægtede 3. marts 1750 Frederikke Anna Sophie von Adeler (25. september 1728 – 20. februar 1805), datter af gehejmeråd Frederik Adeler til Bratskov og Anna Beate Rosenkrantz. Ægteparret hviler i Veng Kirke, hvor der findes en mindetavle med deres navne.